# Heike Riel
Heike E. Riel (* 6. Februar 1971 in Nürnberg) ist eine deutsche Physikerin und IBM Fellow. Sie forscht im Bereich von Quantum Computing, Physik der Künstlichen Intelligenz, Nanowissenschaften und Nanotechnologie.

## Leben und Wirken
Riel ist gelernte Möbeltischlerin und studierte Physik an der Universität Erlangen-Nürnberg und der Universität Bayreuth, an der sie 2003 promoviert wurde. Zu der Zeit war sie schon bei IBM im IBM-Forschungslabor Rüschlikon, wohin sie 1998 kam, nachdem sie am Hewlett Packard Forschungslabor in Palo Alto war. Thema der Dissertation war die Optimierung mehrschichtiger OLED-Systeme. Unmittelbar nach der Dissertation wurde sie festes Mitglied des Labors. Sie leitet dort seit 2008 die Nanoscale Electronics Group im IBM-Forschungszentrum Rüschlikon.
2011 machte sie außerdem einen MBA-Abschluss in Betriebswirtschaft (Henley Business School).
2005 erhielt sie den Preis für Angewandte Physik der Schweizer Physikalischen Gesellschaft für ihre herausragenden Beiträge zur Etablierung von OLED als konkurrenzfähige Technologie in der Flachbildschirmtechnik. Der Durchbruch geschah 2003 mit der erfolgreichen Demonstration eines 20-Inch Farb-Flachbildschirms mit AMOLED (Aktivmatrix-OLED) bei IBM Research in Zusammenarbeit mit Chi Mei Optoelectronics (CMO) und International Display Technology (IDTech). Dabei wurde eine Matrix aus Dünnfilmtransistoren aus amorphem Silizium (a-Si-TFT) verwendet. Sie stellten mit geringem Energieverbrauch und kostengünstiger Herstellung eine aussichtsreiche Konkurrenz zu den bis dahin dominierenden LC-Flachbildschirmen dar und werden vielfach in Smartphones und Tablet-PCs eingesetzt. Riel entwickelte dafür OLEDs mit hoher Energie-Effizienz und Langzeitstabilität und eine neuartige OLED-Architektur mit optimierter Lichtauskopplung.
2003 wurde sie vom Technology Review des Massachusetts Institute of Technology unter die Top 100 Nachwuchswissenschaftler gewählt. 2012 erhielt sie einen Preis der Schweizerischen Vereinigung der Ingenieurinnen (SVIN).
Später befasste sie sich mit Nanotechnologie und speziell Halbleiter-Nanodrähten (Tunnel-FETs) für die Nach-CMOS-Technologie und molekularer Elektronik (Elektronik mit einzelnen Molekülen).
2013 wurde sie IBM Fellow. Insgesamt erhielt sie bis 2013 zwölf IBM-Preise und hielt 27 Patente.
Sie ist Mitglied der Deutschen und Schweizerischen Physikalischen Gesellschaft und der IEEE. 2013 erhielt sie eine Humboldt-Professur in München, trat diese aber nicht an, da sie 2013 IBM Fellow wurde. 2015 wurde sie in die Leopoldina gewählt. 2015 wurde sie zum Ehrendoktor der Universität Lund ernannt. 2020 wurde sie Fellow der American Physical Society. Für 2022 wurde Riel der IEEE Andrew S. Grove Award zugesprochen. Ebenfalls 2022 wurde sie in die National Academy of Engineering gewählt, 2023 zum Mitglied der Deutschen Akademie der Technikwissenschaften (acatech).